# 2025年亞洲籃球冠軍聯賽東亞區資格賽
2025年亞洲籃球冠軍聯賽東亞區資格賽為第一屆亞洲籃球冠軍聯賽東亞區資格賽，邀集亞洲籃球總會東南亞區與東亞區球隊參加，於2025年3月開打。
各隊可登錄三名外籍球員（洋將），場上至多兩名外籍球員（洋將）。

## 參賽資格
| 球隊             | 出線資格                    |
| ---------------- | --------------------------- |
| 雅加達明燈       | 2024賽季印尼籃球聯賽冠軍    |
| 森美兰金群利金鹿 | 2023-24賽季大马篮球联赛冠軍 |
| 烏蘭巴托野馬     | 2023-24賽季蒙古籃球聯賽冠軍 |
| 比什雷爾特金屬   | 2023-24賽季蒙古籃球聯賽亞軍 |
| 圣公文化         | 2024賽季新加坡NBL冠軍       |
| 高科技           | 2024賽季籃球泰國聯賽冠軍    |
| 新北國王         | 2023-24賽季P. LEAGUE+冠軍   |
| 桃園璞園領航猿   | 2023-24賽季P. LEAGUE+亞軍   |

2025年1月22日，亞洲籃球總會宣布亞洲籃球冠軍聯賽東亞區資格賽，由印尼、馬來西亞、蒙古、新加坡、泰國、中華台北的六支冠軍球隊，以及中華台北與蒙古的亞軍球隊共八支球隊參賽。

## 預賽
2025年1月22日，亞洲籃球總會宣布推出重新命名、並將賽制進行革新的賽事亞洲籃球冠軍聯賽東亞區資格賽（BCL Asia - East），該賽事共有八支球隊參賽，預賽分成兩組，各組四隊，預賽各組前兩名球隊晉級四強賽。1月27日，分組名單公布，A組球隊有雅加達明燈（印尼）、森美兰金群利金鹿（馬來西亞）、桃園璞園領航猿（中華台北）和比什雷爾特金屬（蒙古），B組方面有新北國王（中華台北）、高科技（泰國）、烏蘭巴托野馬（蒙古）以及圣公文化（新加坡）。預賽分為五個窗口期舉行。

### A組
| 排名 | 隊伍             | 賽 | 勝 | 負 | 得  | 失  | 差   | 分 |            |       | TYP   | PJB   | NSM   | BMT    |
| ---- | ---------------- | -- | -- | -- | --- | --- | ---- | -- | ---------- | ----- | ----- | ----- | ----- | ------ |
| 1    | 桃園璞園領航猿   | 6  | 6  | 0  | 527 | 414 | +113 | 12 | 晉級四強賽 |       | —     | 66–63 | 85–63 | 105–66 |
| 2    | 雅加達明燈       | 6  | 4  | 2  | 492 | 445 | +47  | 10 | 晉級四強賽 |       | 64–88 | —     | 95–59 | 90–68  |
| 3    | 森美兰金群利金鹿 | 6  | 1  | 5  | 474 | 530 | −56  | 7  |            |       | 95–98 | 82–88 | —     | 86–98  |
| 4    | 比什雷爾特金屬   | 6  | 1  | 5  | 443 | 547 | −104 | 7  |            | 63–85 | 82–92 | 66–89 | —     |        |

| 2025年3月24日  | 森美兰金群利金鹿                                    | 95–98（2OT）                                        | 桃園璞園領航猿                                      | 吉隆坡 |  |
| 20:00（GMT+8） | 每節分數： 20–24、14–22、14–15、30–17、加时： 17–20 | 每節分數： 20–24、14–22、14–15、30–17、加时： 17–20 | 每節分數： 20–24、14–22、14–15、30–17、加时： 17–20 | |  |
|                |                                                     | 賽後數據（PDF）                                     |                                                     | 場館：大馬籃總體育館 進場人次：1,600 裁判：李景煥（南韓）、Issam Al-Siyabi（阿曼）、Rakesh Ramalingaiah（印度） |  |

| 2025年3月25日  | 森美兰金群利金鹿                      | 86–98                                 | 比什雷爾特金屬                        | 吉隆坡 |  |
| 20:00（GMT+8） | 每節分數： 19–25、21–20、17–30、29–23 | 每節分數： 19–25、21–20、17–30、29–23 | 每節分數： 19–25、21–20、17–30、29–23 | |  |
|                |                                       | 賽後數據（PDF）                       |                                       | 場館：大馬籃總體育館 進場人次：1,000 裁判：Mohamed Hasan Alsalam（巴林）、李景煥（南韓）、Rakesh Ramalingaiah（印度） |  |

| 2025年3月27日  | 森美兰金群利金鹿                      | 82–88                                 | 雅加達明燈                            | 吉隆坡 |  |
| 20:00（GMT+8） | 每節分數： 27–18、25–27、13–18、17–25 | 每節分數： 27–18、25–27、13–18、17–25 | 每節分數： 27–18、25–27、13–18、17–25 | |  |
|                |                                       | 賽後數據（PDF）                       |                                       | 場館：大馬籃總體育館 進場人次：1,600 裁判：李景煥（南韓）、Mohamed Hasan Alsalam（巴林）、Issam Al-Siyabi（阿曼） |  |

| 2025年4月5日   | 雅加達明燈                            | 90–68                                 | 比什雷爾特金屬                        | 雅加达 |  |
| 19:00（GMT+7） | 每節分數： 29–25、16–15、22–14、23–14 | 每節分數： 29–25、16–15、22–14、23–14 | 每節分數： 29–25、16–15、22–14、23–14 | |  |
|                |                                       | 賽後數據（PDF）                       |                                       | 場館：PJ Arena GMSB Kuningan 進場人次：1,000 裁判：Glenn Cornelio（菲律賓）、Ahmad Suleiman Alyousef（約旦）、Imran Ali Baig（印度） |  |

| 2025年4月6日   | 雅加達明燈                            | 64–88                                 | 桃園璞園領航猿                        | 雅加达 |  |
| 19:00（GMT+7） | 每節分數： 16–28、15–15、20–22、13–23 | 每節分數： 16–28、15–15、20–22、13–23 | 每節分數： 16–28、15–15、20–22、13–23 | |  |
|                |                                       | 賽後數據（PDF）                       |                                       | 場館：PJ Arena GMSB Kuningan 進場人次：2,000 裁判：Ahmad Suleiman Alyousef（約旦）、Glenn Cornelio（菲律賓）、Bandar Al-Suwaidi（卡達） |  |

| 2025年4月8日   | 雅加達明燈                            | 95–59                                 | 森美兰金群利金鹿                      | 雅加达 |  |
| 19:00（GMT+7） | 每節分數： 21–18、32–11、20–16、22–14 | 每節分數： 21–18、32–11、20–16、22–14 | 每節分數： 21–18、32–11、20–16、22–14 | |  |
|                |                                       | 賽後數據（PDF）                       |                                       | 場館：PJ Arena GMSB Kuningan 進場人次：2,000 裁判：Glenn Cornelio（菲律賓）、Imran Ali Baig（印度）、Bandar Al-Suwaidi（卡達） |  |

| 2025年4月26日  | 桃園璞園領航猿                        | 66–63                                 | 雅加達明燈                            | 新北市                                                                                         |  |
| 20:00（GMT+8） | 每節分數： 19–10、16–24、18–12、13–17 | 每節分數： 19–10、16–24、18–12、13–17 | 每節分數： 19–10、16–24、18–12、13–17 |                                                                                                |  |
|                |                                       | 賽後數據（PDF）                       |                                       | 場館：新北市立新莊體育館 裁判：李景煥（南韓）、Issam Al-Siyabi（阿曼）、Imran Ali Baig（印度） |  |

| 2025年4月27日  | 桃園璞園領航猿                        | 85–63                                 | 森美兰金群利金鹿                      | 新北市 |  |
| 20:00（GMT+8） | 每節分數： 23–16、29–15、13–19、20–13 | 每節分數： 23–16、29–15、13–19、20–13 | 每節分數： 23–16、29–15、13–19、20–13 | |  |
|                |                                       | 賽後數據（PDF）                       |                                       | 場館：新北市立新莊體育館 進場人次：2,130 裁判：Mohamed Hasan Alsalam（巴林）、Rakesh Ramalingaiah（印度）、Cheon Kam-Jae（南韓） |  |

| 2025年4月29日  | 桃園璞園領航猿                       | 105–66                               | 比什雷爾特金屬                       | 新北市 |  |
| 17:00（GMT+8） | 每節分數： 23–7、27–19、30–14、25–26 | 每節分數： 23–7、27–19、30–14、25–26 | 每節分數： 23–7、27–19、30–14、25–26 | |  |
|                |                                      | 賽後數據（PDF）                      |                                      | 場館：新北市立新莊體育館 進場人次：800 裁判：李景煥（南韓）、Issam Al-Siyabi（阿曼）、Rakesh Ramalingaiah（印度） |  |

| 2025年5月11日  | 比什雷爾特金屬                        | 66–89                                 | 森美兰金群利金鹿                      | 乌兰巴托                                                                                               |  |
| 17:30（GMT+8） | 每節分數： 19–19、17–21、13–17、17–32 | 每節分數： 19–19、17–21、13–17、17–32 | 每節分數： 19–19、17–21、13–17、17–32 | |  |
|                |                                       | 賽後數據（PDF）                       |                                       | 場館：M銀行體育館 進場人次：720 裁判：李景煥（南韓）、Alexey Stepanenko（哈薩克）、Haruga Iwai（日本） |  |

| 2025年5月12日  | 比什雷爾特金屬                        | 63–85                                 | 桃園璞園領航猿                        | 乌兰巴托 |  |
| 20:30（GMT+8） | 每節分數： 15–19、15–19、15–26、18–21 | 每節分數： 15–19、15–19、15–26、18–21 | 每節分數： 15–19、15–19、15–26、18–21 | |  |
|                |                                       | 賽後數據（PDF）                       |                                       | 場館：M銀行體育館 進場人次：1,564 裁判：Alexey Stepanenko（哈薩克）、Haruga Iwai（日本）、Cheon Kam-Jae（南韓） |  |

| 2025年5月14日  | 比什雷爾特金屬                        | 82–92                                 | 雅加達明燈                            | 乌兰巴托 |  |
| 17:30（GMT+8） | 每節分數： 23–25、17–15、24–20、18–32 | 每節分數： 23–25、17–15、24–20、18–32 | 每節分數： 23–25、17–15、24–20、18–32 | |  |
|                |                                       | 賽後數據（PDF）                       |                                       | 場館：M銀行體育館 進場人次：1,153 裁判：Glenn Cornelio（菲律賓）、Haruga Iwai（日本）、Alexey Stepanenko（哈薩克） |  |

### B組
| 排名 | 隊伍         | 賽 | 勝 | 負 | 得  | 失  | 差   | 分 |            |       | BRO   | NTK    | HIT   | ADR    |
| ---- | ------------ | -- | -- | -- | --- | --- | ---- | -- | ---------- | ----- | ----- | ------ | ----- | ------ |
| 1    | 烏蘭巴托野馬 | 6  | 6  | 0  | 489 | 383 | +106 | 12 | 晉級四強賽 |       | —     | 94–73  | 88–80 | 76–62  |
| 2    | 新北國王     | 6  | 4  | 2  | 503 | 466 | +37  | 10 | 晉級四強賽 |       | 68–81 | —      | 89–80 | 105–65 |
| 3    | 高科技       | 6  | 2  | 4  | 516 | 474 | +42  | 8  |            |       | 59–63 | 82–88  | —     | 96–79  |
| 4    | 圣公文化     | 6  | 0  | 6  | 378 | 563 | −185 | 6  |            | 41–87 | 64–80 | 67–119 | —     |        |

| 2025年4月27日  | 新北國王                              | 89–80                                 | 高科技                                | 新北市 |  |
| 17:00（GMT+8） | 每節分數： 22–23、32–16、18–20、17–21 | 每節分數： 22–23、32–16、18–20、17–21 | 每節分數： 22–23、32–16、18–20、17–21 | |  |
|                |                                       | 賽後數據（PDF）                       |                                       | 場館：新北市立新莊體育館 進場人次：2,101 裁判：Issam Al-Siyabi（阿曼）、李景煥（南韓）、Imran Ali Baig（印度） |  |

| 2025年4月29日  | 新北國王                              | 105–65                                | 圣公文化                              | 新北市 |  |
| 20:00（GMT+8） | 每節分數： 28–19、21–17、25–10、31–19 | 每節分數： 28–19、21–17、25–10、31–19 | 每節分數： 28–19、21–17、25–10、31–19 | |  |
|                |                                       | 賽後數據（PDF）                       |                                       | 場館：新北市立新莊體育館 進場人次：1,250 裁判：Mohamed Hasan Alsalam（巴林）、Imran Ali Baig（印度）、Cheon Kam-Jae（南韓） |  |

| 2025年4月30日  | 新北國王                              | 68–81                                 | 烏蘭巴托野馬                          | 新北市 |  |
| 20:00（GMT+8） | 每節分數： 21–17、15–15、18–19、14–30 | 每節分數： 21–17、15–15、18–19、14–30 | 每節分數： 21–17、15–15、18–19、14–30 | |  |
|                |                                       | 賽後數據（PDF）                       |                                       | 場館：新北市立新莊體育館 進場人次：1,165 裁判：李景煥（南韓）、Mohamed Hasan Alsalam（巴林）、Imran Ali Baig（印度） |  |

| 2025年5月2日   | 圣公文化                              | 67–119                                | 高科技                                | 曼谷 |  |
| 19:00（GMT+7） | 每節分數： 15–40、26–35、15–16、11–28 | 每節分數： 15–40、26–35、15–16、11–28 | 每節分數： 15–40、26–35、15–16、11–28 | |  |
|                |                                       | 賽後數據（PDF）                       |                                       | 場館：Nimibutr Stadium 進場人次：953 裁判：Alexey Stepanenko（哈薩克）、Haruga Iwai（日本）、Bandar Al-Suwaidi（卡達） |  |

| 2025年5月3日   | 圣公文化                            | 41–87                               | 烏蘭巴托野馬                        | 曼谷 |  |
| 19:00（GMT+7） | 每節分數： 10–31、13–13、9–21、9–22 | 每節分數： 10–31、13–13、9–21、9–22 | 每節分數： 10–31、13–13、9–21、9–22 | |  |
|                |                                     | 賽後數據（PDF）                     |                                     | 場館：Nimibutr Stadium 進場人次：105 裁判：Haruga Iwai（日本）、Alexey Stepanenko（哈薩克）、Khaled Al-Shammari（科威特） |  |

| 2025年5月4日   | 高科技                                | 59–63                                 | 烏蘭巴托野馬                          | 曼谷 |  |
| 19:00（GMT+7） | 每節分數： 20–19、12–13、10–17、17–14 | 每節分數： 20–19、12–13、10–17、17–14 | 每節分數： 20–19、12–13、10–17、17–14 | |  |
|                |                                       | 賽後數據（PDF）                       |                                       | 場館：Nimibutr Stadium 進場人次：581 裁判：Alexey Stepanenko（哈薩克）、Bandar Al-Suwaidi（卡達）、Haruga Iwai（日本） |  |

| 2025年5月5日   | 圣公文化                             | 64–80                                | 新北國王                             | 曼谷 |  |
| 19:00（GMT+7） | 每節分數： 28–24、9–18、13–14、14–24 | 每節分數： 28–24、9–18、13–14、14–24 | 每節分數： 28–24、9–18、13–14、14–24 | |  |
|                |                                      | 賽後數據（PDF）                      |                                      | 場館：Nimibutr Stadium 進場人次：68 裁判：Bandar Al-Suwaidi（卡達）、Khaled Al-Shammari（科威特）、Haruga Iwai（日本） |  |

| 2025年5月6日   | 高科技                                | 82–88                                 | 新北國王                              | 曼谷 |  |
| 19:00（GMT+7） | 每節分數： 27–22、26–24、12–21、17–21 | 每節分數： 27–22、26–24、12–21、17–21 | 每節分數： 27–22、26–24、12–21、17–21 | |  |
|                |                                       | 賽後數據（PDF）                       |                                       | 場館：Nimibutr Stadium 進場人次：729 裁判：Alexey Stepanenko（哈薩克）、Haruga Iwai（日本）、Khaled Al-Shammari（科威特） |  |

| 2025年5月7日   | 高科技                                | 96–79                                 | 圣公文化                              | 曼谷 |  |
| 19:00（GMT+7） | 每節分數： 22–13、23–27、26–23、25–16 | 每節分數： 22–13、23–27、26–23、25–16 | 每節分數： 22–13、23–27、26–23、25–16 | |  |
|                |                                       | 賽後數據（PDF）                       |                                       | 場館：Nimibutr Stadium 進場人次：357 裁判：Khaled Al-Shammari（科威特）、Alexey Stepanenko（哈薩克）、Bandar Al-Suwaidi（卡達） |  |

| 2025年5月12日  | 烏蘭巴托野馬                          | 94–73                                 | 新北國王                              | 乌兰巴托                                                                                                 |  |
| 17:30（GMT+8） | 每節分數： 25–23、26–20、20–20、23–10 | 每節分數： 25–23、26–20、20–20、23–10 | 每節分數： 25–23、26–20、20–20、23–10 | |  |
|                |                                       | 賽後數據（PDF）                       |                                       | 場館：M銀行體育館 進場人次：1,552 裁判：Glenn Cornelio（菲律賓）、李景煥（南韓）、Anton Kozlov（哈薩克） |  |

| 2025年5月14日  | 烏蘭巴托野馬                         | 76–62                                | 圣公文化                             | 乌兰巴托                                                                                              |  |
| 20:30（GMT+8） | 每節分數： 20–13、20–11、18–29、18–9 | 每節分數： 20–13、20–11、18–29、18–9 | 每節分數： 20–13、20–11、18–29、18–9 | |  |
|                |                                      | 賽後數據（PDF）                      |                                      | 場館：M銀行體育館 進場人次：1,161 裁判：Anton Kozlov（哈薩克）、李景煥（南韓）、Cheon Kam-Jae（南韓） |  |

| 2025年5月15日  | 烏蘭巴托野馬                          | 88–80                                 | 高科技                                | 乌兰巴托 |  |
| 20:30（GMT+8） | 每節分數： 21–21、23–23、23–19、21–17 | 每節分數： 21–21、23–23、23–19、21–17 | 每節分數： 21–21、23–23、23–19、21–17 | |  |
|                |                                       | 賽後數據（PDF）                       |                                       | 場館：M銀行體育館 進場人次：851 裁判：Glenn Cornelio（菲律賓）、Alexey Stepanenko（哈薩克）、李景煥（南韓） |  |

## 四強賽
四強賽前兩名球隊取得會內賽資格，每個國家只能有一支球隊參加會內賽。4月29日，桃園璞園領航猿確定拿下A組第一名晉級四強賽。5月6日，新北國王成為第二支球隊確定晉級四強賽。5月12日，烏蘭巴托野馬與雅加達明燈確定晉級四強賽。5月15日，亞洲籃球總會宣布四強賽於5月30日至5月31日在蒙古乌兰巴托M銀行體育館（M bank Arena）舉行。5月30日，桃園璞園領航猿和烏蘭巴托野馬確定晉級會內賽。5月31日，烏蘭巴托野馬以86比77擊退桃園璞園領航猿奪下冠軍，伊恩·米勒獲選為MVP。
|  | 準決賽         | 準決賽       |                |    | 冠軍戰 | 冠軍戰 |
|  |                |              |                |    |        |        |
|  |                |              |                |    |        |        |
|  |                |              |                |    |        |        |
|  | 桃園璞園領航猿 | 81           |                |    |        |        |
|  | 桃園璞園領航猿 | 81           |                |    |        |        |
|  | 新北國王       | 62           |                |    |        |        |
|  | 新北國王       | 62           | 桃園璞園領航猿 | 77 |        |        |
|  |                |              | 桃園璞園領航猿 | 77 |        |        |
|  |                | 烏蘭巴托野馬 | 86             |    |        |        |
|  | 烏蘭巴托野馬   | 烏蘭巴托野馬 | 86             | 85 |        |        |
|  | 烏蘭巴托野馬   |              |                | 85 |        |        |
|  | 雅加達明燈     | 79           |                |    |        |        |
|  | 雅加達明燈     | 79           | 季軍戰         |    |        |        |
|  |                |              |                |    |        |        |
|  |                |              |                |    |        |        |
|  |                |              |                |    |        |        |
|  | 新北國王       | 74           |                |    |        |        |
|  | 新北國王       | 74           |                |    |        |        |
|  | 雅加達明燈     | 103          |                |    |        |        |

### 準決賽
| 2025年5月30日 18:00（GMT+8） |

| 賽後數據（PDF） |

| 桃園璞園領航猿                       | 81–62 | 新北國王 |
| 每節分數： 25–16、19–18、17–21、20–7 |       |          |

| 2025年5月30日 21:00（GMT+8） |

| 賽後數據（PDF） |

| 烏蘭巴托野馬                          | 85–79 | 雅加達明燈 |
| 每節分數： 22–17、19–17、30–31、14–14 |       |            |

### 季軍戰
| 2025年5月31日 18:00（GMT+8） |

| 賽後數據（PDF） |

| 新北國王                              | 74–103 | 雅加達明燈 |
| 每節分數： 23–29、21–26、16–29、14–19 |        |            |

### 冠軍戰
| 2025年5月31日 21:00（GMT+8） |

| 賽後數據（PDF） |

| 桃園璞園領航猿                        | 77–86 | 烏蘭巴托野馬 |
| 每節分數： 32–30、13–16、18–21、14–19 |       |              |

## 外部連結
- 官方网站
- YouTube上的BCL Asia-East播放列表
- (PDF).